# Кладбище советских солдат (Бояно)
Воинское кладбище в Бояно (пол. Cmentarz wojenny) — некрополь, является одним из крупнейших воинских захоронений на территории  Польши, на нем похоронены советские военнослужащие, погибшие во время Второй мировой войны в ожесточённых боях при освобождении польских городов Гданьск, Сопот, Гдыня и их окрестностей.

Памятная гранитная плита с надписью на польском и русском языках

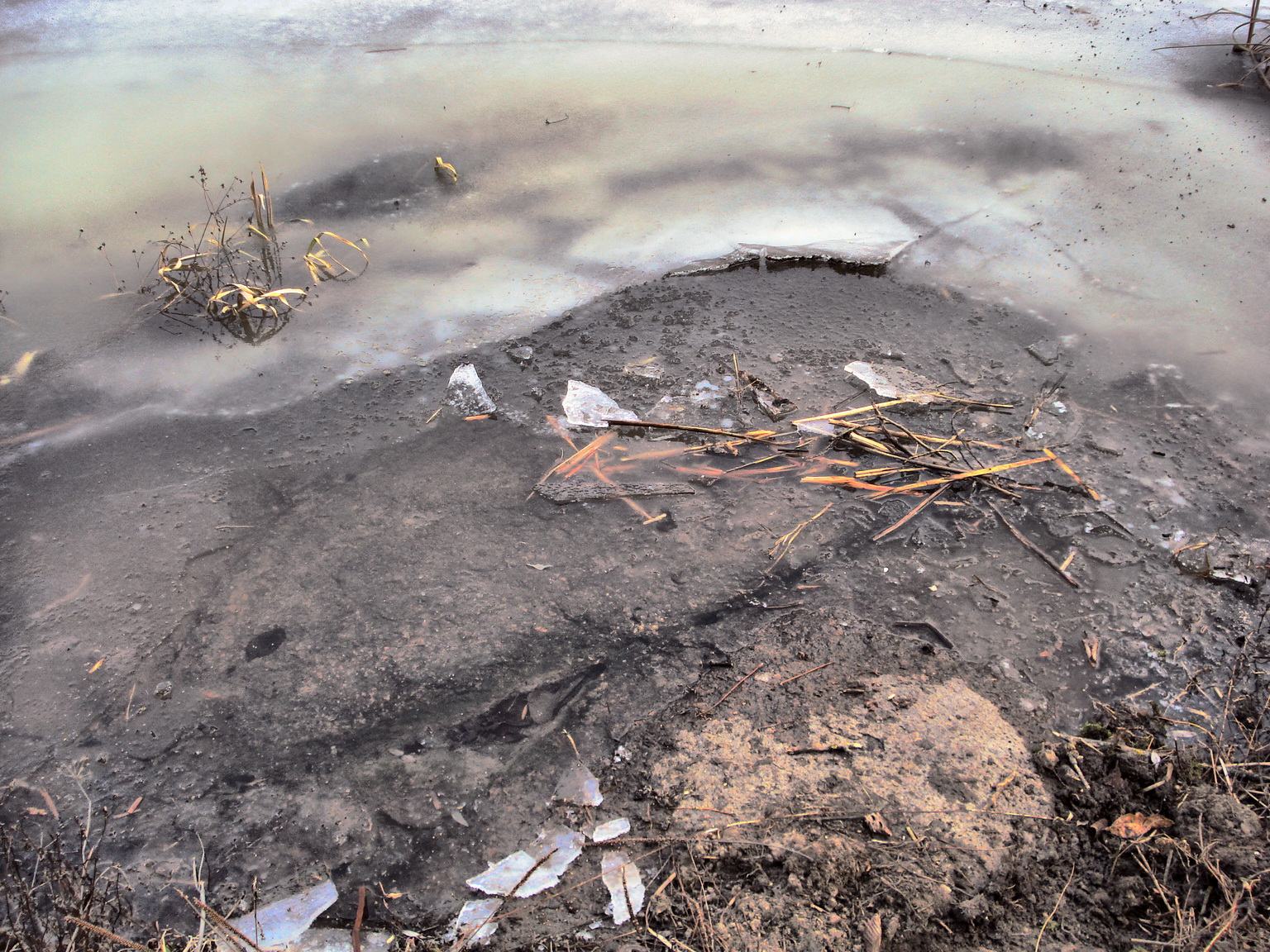
Одна из наклонных гранитных плит с именами погибших воинов

Кладбище расположено на окраине леса в 1,8 км на север от деревни Бояно (гмина Шемуд, Вейхеровский повят, Поморское воеводство) слева при выезде по улице Варшавской. На перекрестке с дорогой, ведущей к кладбищу, имеется знак Совета Охраны Памяти Борьбы и Мученичества Республики Польши.
На кладбище похоронено 6058 советских воинов (известных — 193) среди них Герой Советского Союза, старший лейтенант Павел Дейнекин .
В конце 40-х годов XX столетия на кладбище были перенесены останки советских солдат и офицеров, погибших во время Второй мировой войны и захороненных следующих в населенных пунктах Поморского воеводства: Бешково, Бжозувка, Бойно, Бояно,  Вейхерово, Вельки Кацк, Велька Рола, Вельтцендорф, Вичлино, Глодово,  Добжевино,  Домброва (Донсберг), Зелениш, Кацк, Кельно, Келеньска Гута,  Кельно Луб, Коллетцкау, Колецково, Маршево (Масхау), Малы Кацк,  Новы Свят,  Осова,  Пекелко, Рогулево, Склады, д. Орлова,  Тухомко,  Тухомек, Тухом, Хважно,  Хващино, Хващина район, Эспенкруг.
Кладбище огорожено металлическим забором на бетонном основании. В конце центральной аллеи установлен бетонный памятник в виде 3-хметрового четырехугольного обелиска, увенчанного пятиконечной звездой. На памятнике прикреплена гранитная плита с надписью на польском языке: «Советским солдатам, погибшим в сражении с гитлеровскими оккупантами за освобождение вейхеровской земли. Вечная им память». Справа и слева от памятника расположены металлические чаши символического вечного огня.
В центральной части кладбища расположена памятная гранитная плита с надписью на польском и русском языках: «Здесь похоронены 6058 воинов 2 Белорусского фронта, погибшие весной 1945 года. Вечная им память».
Справа и слева расположены 14 братских могил, на которых установлены наклонные гранитные плиты с данными о захороненных. Могилы огорожены бетонным бордюром. Между могилами выложена тротуарная плитка.
Шефствует над кладбищем Совет Охраны Памяти Борьбы и Мученичества Республики Польши.